# Tessenderlo
Tessenderlo es un municipio y localidad belga situado en Flandes, en la provincia de Limburgo. Sus municipios vecinos son Beringen, Diest, Ham, Laakdal y Scherpenheuvel-Zichem.

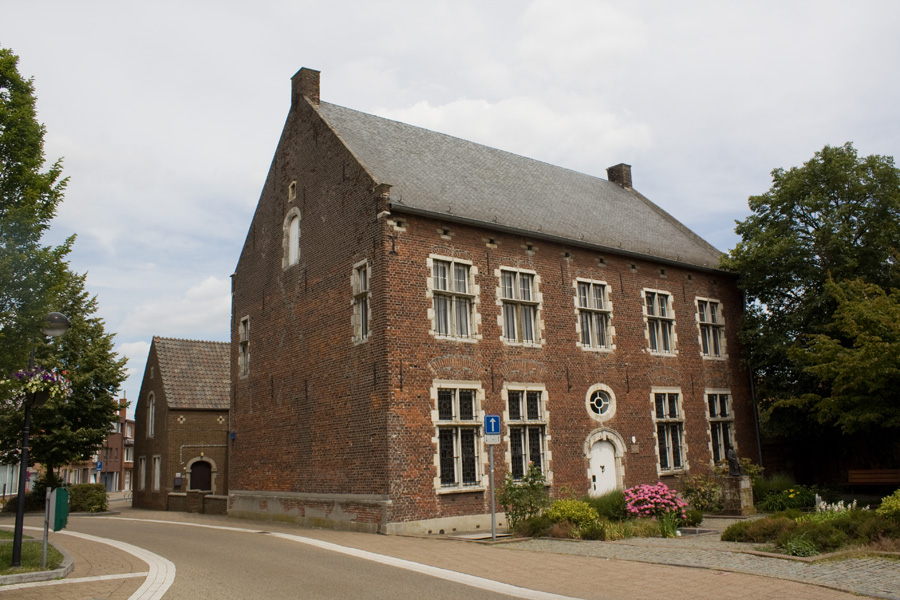
Tessenderlo.

El nombre proviene tal vez del nombre latino Taxandria, que era el nombre de la región en la época romana. Al 1 de enero de 2018, contaba con 18.514 habitantes. La superficie total es de 51,35 km². El municipio tiene cinco localidades: Tessenderlo, Berg, Engsbergen, Hulst y Schoot.
Tessenderlo fue el escenario de un desastre industrial en 1942 durante la Segunda Guerra Mundial, cuando 150 toneladas de nitrato de amonio almacenado en la planta química, cerca del centro de la ciudad, explotó matando a 189 personas en la planta y en la ciudad.
Un monumento histórico de la ciudad es la iglesia de Sint-Martinuskerk, parroquia católica con un notable coro gótico tardío.

## Demografía

### Evolución
Todos los datos históricos relativos al actual municipio, el siguiente gráfico refleja su evolución demográfica, incluyendo municipios después de efectuada la fusión el 1 de enero de 1977.
| Gráfica de evolución demográfica de Tessenderlo entre 1846 y 2020 |
|                                                                   |

## Lugareños ilustres
- Kate Ryan - cantante y compositora